# Chanda Prescod-Weinstein
Chanda Prescod-Weinstein uma cosmologista norte-americana, escritora de ciências e ativista da igualdade, com base na Universidade de New Hampshire. Entre os anos de 2016 e 2018, ela foi a pesquisadora principal em uma concessão do Foundational Questions Institute (FQXI) intitulada "Esquemas Epistemológicos do Astro | Física: Uma Reconstrução de Observadores".

## Vida e Educação
Prescod-Weinstein nasceu em El Sereno, no leste de Los Angeles, Califórnia, e frequentou a escola no Distrito Escolar Unificado de Los Angeles. Ela se formou bacharel em Física e Astronomia na Universidade Harvard em 2003.Sua tese, "Um estudo dos ventos em núcleos ativos de galáxias", foi concluída sob a supervisão de Martin Elvis. Ela então ganhou um mestrado em Astronomia na Universidade da Califórnia, em Santa Cruz, trabalhando com Anthony Aguirre. Em 2010, Prescod-Weinstein completou sua dissertação de Ph.D., intitulada "Aceleração como fenomenologia da gravidade quântica", sob a supervisão de Lee Smolin e Niayesh Afshordi na Universidade de Waterloo, enquanto conduzia sua pesquisa no Perimeter Institute for Theoretical Physics.

## Pesquisa
A pesquisa de Prescod-Weinstein concentrou-se em vários tópicos em cosmologia e física teórica, incluindo o axion como um candidato à matéria escura, inflação e campos clássicos e quânticos no início do universo. Entre 2004 e 2007, Prescod-Weinstein foi nomeada pesquisadora graduada da National Science Foundation.
Depois do Ph.D. de Prescod-Weinstein, ela foi uma bolsista de pós-doutorado da NASA no Laboratório de Cosmologia Observacional do Goddard Space Flight Center.  Em 2011, ganhou a bolsa de pós- doutorado Dr. Martin Luther King, Jr. no Instituto de Tecnologia de Massachusetts, onde foi designada para o Instituto Kavli de Astrofísica e Pesquisa Espacial e para o Departamento de Física. No MIT, Prescod-Weinstein trabalhou no grupo de Alan Guth no Centro Theoretical Physics.
Em 2016, ela se tornou a principal pesquisadora em uma doação FQXI de US$ 100.522 para estudar “Esquemas Epistemológicos do Astro | Física: Uma Reconstrução de Observadores ”, que procura responder a perguntas sobre como re-enquadrar quem é um “observador ”, reconhecer aqueles que estão fora da estrutura do Iluminismo Europeu e como isso pode mudar a produção de conhecimento na ciência. Ela está trabalhando no experimento NASA STROBE-X.

## Prêmios
Prescod-Weinstein ganhou a bolsa Barbados House Canada Inc. Gordon C. Bynoe em 2007. Em 2013, ela ganhou o "Infinite Kilometer Award" do MIT.  Em março de 2017, Prescod-Weinstein venceu o Prêmio de Reconhecimento de Excelência de Físicos LGBT+ "Por anos de esforços dedicados à mudar a cultura da física para ser mais inclusiva e compreensiva em relação a todos os povos marginalizados"

## Ativismo na Ciência
Prescod-Weinstein é uma defensora para aumentar a diversidade dentro da ciência, considerando a interseccionalidade e a celebração dos grupos sub-representados que contribuem para a produção de conhecimento científico. Ela é membro do comitê executivo da National Society of Black Physicists.
Em 2017, ela foi oradora plenária no encontro Women in Physics no Canada.
Prescod-Weinstein contribuiu com artigos científicos para Slate, American Scientist, Nature Astronomy, Bitch Media e Physics World. Ela está no Conselho de Revisão de Livros do Physics Today e foi editora-chefe do The Offing. A American Physical Society descreveu-a como uma "presença vocal no Twitter" Prescod-Weinstein mantém uma "Lista de Leitura de Ciência Descolonizante”. Prescod-Weinstein deu várias entrevistas e palestras públicas.
Em 2018, Prescod-Weinstein foi uma dos 18 autores de "Partículas para a Justiça", uma declaração condenando os comentários controversos de Alessandro Strumia sobre mulheres em física no CERN.

## Vida Pessoal
Prescod-Weinstein é queer e agênera. Ela é casada com uma advogada.